# Louis Benloew
Louis Benloew (Erfurt, 15 de noviembre de 1818 - Dijon, 4 de febrero de 1900) fue un filólogo francés de origen alemán (o filólogo alemán naturalizado francés, dependiendo del punto de vista que adopte la fuente).
Se formó en la universidad de Berlín, la universidad de Leipzig y la universidad de Gotinga.
En 1841 pasó a Francia, donde trabajó como profesor de lenguas modernas en Nantes y en Bourges. Obtuvo el puesto de bibliotecario de la Sorbona, donde se doctoró en Letras en 1847. En 1849 fue nombrado profesor de literatura antigua en la universidad de Dijon (en otra fuente la denominación de su puesto es "cátedra de literaturas extranjeras"), llegando al puesto de decano; y obtuvo su jubilación en 1882. Fue ordenado caballero de la Legión de Honor. Fue miembro de la Association pour l'encouragement des études grecques en France.
Estudió y publicó la obra de Sófocles.
Colaboró con Henri Weil en una teoría general de la acentuación latina (1855). Con este autor compartía el origen alemán y, probablemente, la imposibilidad de hacer carrera académica en su país de origen por su condición de judíos. 
Propuso una duración de quince años para el espacio de tiempo entre las generaciones.

## Obras
- De Sophocleæ Dictionis Proprietate cum Æschyli Euripidisque Dicendi Genere Comparata (tesis de grado, sobre el estilo de Sófocles comparado con los de Esquilo y Eurípides).
- De l'Accentuation des Langues Indo-Européennes.
- Aperçu Général de la Science Comparative des Langues, 1858.
- Précis d'une Théorie des Rythmes, 1862.
- Recherches sur l'Origine des Noms de Nombres Japhétiques et Sémitiques, 1862.
- Les Sémites à Ilion, ou la Vérité sur la Guerre de Troie, 1863.
- Essai sur l'Esprit des Littératures 1870.
- Un Dernier Mot sur les Prosateurs, 1871.
- La Grèce Avant les Grecs, 1877.
- Analyse de la Langue Albanaise 1879.
- Les Lois de l'Histoire, 1881.[1]
- Théorie Générale de l'Accentuation Latine 1855 (coautor con Henri Weil).[4]
- Aischylos kai Sophokles =Aeschyli et Sophoclis : tragoediae et fragmenta : graece et latine cum indicibus (Aeschyli Tragoediae septem et perditarum fragmenta / editionem lipsiensem Guil. Dindorfii recognovit, translationem latinam condidit, fragmenta post Welckerum et Hermannum disposuit et explicuit E.A.I. Ahrens. Sophoclis Tragoediae septem et perditarum fragmenta / ex nova recensione Guilielmi Dindorfii, translationem latinam Brunckii reformavit L. Benloew, fragmenta post Welckerum disposuit et explicuit E.A.I. Ahrens), 1846.[5]